# Skalotí (La Canée)
Skalotí, en grec moderne : Σκαλωτή, est un village du dème de La Canée, en Crète, en Grèce. Selon le recensement de 2011, la population de Skalotí compte 84 habitants. Le village est situé à une altitude de 130 m.